# Watch That Man
Pistes de Aladdin Sane
Aladdin Sane (1913–1938–197?)
(2)
Watch That Man est une chanson écrite, composée et interprétée par David Bowie. Elle est sortie en avril 1973 en ouverture de son album Aladdin Sane.

## Histoire
David Bowie commence à travailler sur Watch That Man le 29 septembre 1972 à New York. Il s'est produit en public pour la première fois dans cette ville la veille, au Carnegie Hall, et les paroles s'inspirent de la fête donnée en son honneur après le concert. Le chanteur est notamment frappé par la manière dont danse la mannequin Cyrinda Foxe, qui figure par la suite dans le clip de The Jean Genie.
La production de la chanson est très inspirée par les Rolling Stones, en particulier l'album Exile on Main St. La voix de Bowie est notamment mixée plus bas que la guitare de Mick Ronson, au point d'être presque inaudible. Ce son « sale » est désapprouvé par certains critiques, comme Roy Carr et Charles Shaar Murray qui y voient la preuve d'une trop grande précipitation. Il s'agit d'un choix de la part de Bowie et de son coproducteur Ken Scott, qui cherchent un contraste avec la clarté sonore de The Rise and Fall of Ziggy Stardust and the Spiders from Mars. Perturbée, la maison de disques RCA Records demande à Scott de remixer la chanson en remontant la partie vocale, mais en entendant le résultat, ils constatent que la première version était la meilleure et c'est donc celle qui aboutit sur l'album.
Bowie n'interprète Watch That Man que durant ses tournées Ziggy Stardust Tour et Diamond Dogs Tour. Elle disparaît de son répertoire scénique après 1974. Elle figure sur les albums live David Live et Ziggy Stardust: The Motion Picture.
En juillet 1973, Bowie produit un single pour la chanteuse écossaise Lulu dont les deux faces sont des reprises de ses chansons : The Man Who Sold the World en face A et Watch That Man en face B. Ce 45 tours est publié par Polydor en janvier 1974.

## Musiciens
- David Bowie : chant, guitare, saxophone
- Mick Ronson : guitare, piano, chœurs
- Trevor Bolder : basse
- Mick Woodmansey : batterie
- Mike Garson : piano
- Ken Fordham, Brian Wilshaw : saxophone, flûte traversière
- Juanita Franklin, Linda Lewis, Mac Cormack : chœurs[6]